# Krković
Krković falu Horvátországban Šibenik-Knin megyében. Közigazgatásilag Skradinhoz tartozik.

## Fekvése
Šibenik központjától légvonalban 19, közúton 32 km-re, községközpontjától légvonalban 13, közúton 19 km-re északnyugatra, Dalmácia középső részén, az 59-es számú főút mentén fekszik.

## Története
A régészeti leletek tanúsága szerint Krković területén már az újkőkorban is éltek emberek. Ezt igazolja az itt részben feltárt két régészeti lelőhely, a Pećane településrészen talált temető és a Vrbica (Lastve) nevű határrészen talált, az  újkőkor korai szakaszából származó település maradványa. A mai település már a középkorban is létezett, nevét egykori lakóiról a Krković családról kapta. Területe a középkorban a bribiri grófok a Šubićok birtokaihoz tartozott. A Šubićok birtokközpontja a közeli Bribir településen a Bribirska Glavicán emelt váruk volt. A család fénykorát a 13. és 14. században Šubić I. Pál idejében élte, aki horvát báni tisztsége mellett hatalmas birtokok ura is volt. A mai piramatovci plébánia területe is, melynek a falu része nagyrészt a bribiri főplébánia egyházi igazgatása alá tartozott. A török 1522-ben foglalta el a környék várait, ezt követően az itteni hívek lelki gondozását a visovaci ferences atyák látták el. A török uralom a 17. század végén ért véget, mely után velencei uralom következett. A piramatovci plébániát melyhez az itteni hívek tartoznak 1710-ben alapították, de székhelye kezdetben Krkovićon volt. A plébániatemplom ma is itt áll. Székhelye csak újraalapítása után 1876-ban került Piramatovcira. A falu 1797-ben a Velencei Köztársaság megszűnésével a Habsburg Birodalom része lett. 1806-ban Napóleon csapatai foglalták el és 1813-ig francia uralom alatt állt. Napóleon bukása után ismét Habsburg uralom következett, mely az első világháború végéig tartott. A településnek 1857-ben 88, 1910-ben 153 lakosa volt. Az I. világháború után rövid ideig az Olasz Királyság, ezután a Szerb-Horvát-Szlovén Királyság, majd Jugoszlávia része lett. Az 1970-es években az emberek elhagyva a régi, a völgyben fekvő településközpontot a falu feletti mezőn a főút mellett kezdtek építkezni. Így ma már a település két részét a Staro selo (Ófalu) és a Novo selo (Újfalu) különböztetjük meg. 1991-ben lakosságának 93 százaléka horvát volt. Még ez évben elfoglalták a szerb felkelők és a Krajinai Szerb Köztársasághoz csatolták. Katolikus templomát lerombolták. 1995 augusztusában a horvát hadsereg foglalta vissza a települést. A településnek 2011-ben 189 lakosa volt.

## Lakosság
| Lakosság változása | Lakosság változása | Lakosság változása | Lakosság változása | Lakosság változása | Lakosság változása | Lakosság változása | Lakosság változása | Lakosság változása | Lakosság változása | Lakosság változása | Lakosság változása | Lakosság változása | Lakosság változása | Lakosság változása | Lakosság változása |
| ------------------ | ------------------ | ------------------ | ------------------ | ------------------ | ------------------ | ------------------ | ------------------ | ------------------ | ------------------ | ------------------ | ------------------ | ------------------ | ------------------ | ------------------ | ------------------ |
| 1857               | 1869               | 1880               | 1890               | 1900               | 1910               | 1921               | 1931               | 1948               | 1953               | 1961               | 1971               | 1981               | 1991               | 2001               | 2011               |
| 88                 | 0                  | 64                 | 91                 | 104                | 153                | 170                | 193                | 248                | 291                | 298                | 268                | 264                | 261                | 220                | 189                |

## Nevezetességei
A Mindenszentek tiszteletére szentelt római katolikus plébániatemploma a 13. században épült, a 18. században bővítették, 1986-ban megújították. A délszláv háború idején a szerb felkelők a földig rombolták. A háború után 1997-ben régi formájában építették újjá. A templom körül található a falu temetője.